# 5793 Ринґалет
5793 Ринґалет (5793 Ringuelet) — астероїд головного поясу, відкритий 5 жовтня 1975 року.
Тіссеранів параметр щодо Юпітера — 3,328.